# オーレリアン・リンゲルハイム
オーレリアン・リンゲルハイム（Aurélien Ringelheim、1979年11月22日 - ）は、ベルギーの俳優、声優である。

## 出演作品

### 映画
- トワイライト・サーガ/ブレイキング・ドーン Part1 - カイウス
- るろうに剣心 京都大火編 - 瀬田宗次郎

### 海外アニメ
- アルティメット・スパイダーマン - ノヴァ
- Oops!フェアリーペアレンツ - レミー・メガフローズ

### 国内アニメ
- .hack//Roots - アギト/アキト
- ポケットモンスターシリーズ - サトシ
- メタルファイト ベイブレード - アキラ
- 名探偵コナン - 島の住人、高木渉
- ハンター×ハンター - ポックル
- イナズマイレブン - 半田真一
- イナズマイレブンGO - シュウ、メカ円堂
- 遊☆戯☆王5D's - クロウ・ホーガン
- はじめの一歩 - 小田裕介